# Melanie
Melanie ist ein weiblicher Vorname.

## Herkunft, Bedeutung, Betonung
Griechisch μελανίᾱ (melaníā) »Schwärze« (von μέλᾱς mélās »schwarz«,) Die deutsche Betonung liegt abweichend auf der ersten Silbe, da das „a“ der vorletzten Silbe kurz ist, also Mélanie; das lateinische Melánia aber hat die Betonung auf der drittletzten Silbe, da das „i“ kurz ist.

## Verbreitung
Mitte der 1960er Jahre wurde der Name Melanie plötzlich sehr populär in Deutschland, nachdem er vorher praktisch ungebräuchlich war. Von der Mitte der 1970er bis zur Mitte der 1980er war der Name unter den zehn meistvergebenen weiblichen Vornamen des jeweiligen Jahres. Seit Mitte der 1990er ist seine Beliebtheit jedoch stark gesunken.

## Namenstag
- 26. Januar: Melanie die Ältere
- 06. Oktober
- 31. Dezember: Melania die Jüngere

## Varianten
- Melania, Milaine, Miley, Melani
- Gängige Koseformen: Mel, Mela, Mele, Meli, Mell, Mellsche,  Mellie, Melly, Mely, Melli, Mella, Lanie, Mea, Melascha, Melaschka

## Namensträger

### Musik
- Melanie (1947–2024), US-amerikanische Sängerin
- Melanie Appleby (1966–1990), britische Sängerin
- Melanie Bender (* 1974), deutsche Sängerin
- Mélanie Bonis (1858–1937), französische Komponistin
- Melanie Brown (* 1975), britische Sängerin, siehe Melanie B
- Melanie Charles (* 1988), US-amerikanische Jazzmusikerin
- Melanie Chisholm (* 1974), britische Sängerin, siehe Melanie C
- Melanie Gabriel (* 1976), britische Sängerin
- Melanie Hirsch (* 1975), deutsche Opernsängerin
- Melanie Kurt (1880–1941), österreichische Opernsängerin
- Melanie Martinez (* 1995), US-amerikanische Sängerin
- Melanie Thornton (1967–2001), US-amerikanisch-deutsche Sängerin
- Melanie Wilhelm (* 1977), deutsche Hip-Hop-Produzentin, siehe Melbeatz

### Sport
- Melanie Batkowski (* 1989), österreichische Naturbahnrodlerin
- Melanie Behringer (* 1985), deutsche Fußballspielerin
- Melanie Brunnthaler (* 2000), österreichische Fußballspielerin
- Melanie Faißt (* 1990), deutsche Skispringerin
- Melanie Hasler (* 1998), Schweizer Bobfahrerin
- Melanie Herrmann (* 1989), deutsche Handballspielerin
- Melanie Hoffmann (* 1974), deutsche Fußballspielerin
- Melanie Klaffner (* 1990), österreichische Tennisspielerin
- Melanie Kraus (* 1974), deutsche Langstreckenläuferin
- Melanie Lasrich (* 1962), deutsche Fußballspielerin
- Melanie Marshall (* 1982), britische Schwimmerin
- Melanie Palenik (* 1966), US-amerikanische Freestyle-Skierin
- Melanie Paschke (* 1970), deutsche Leichtathletin
- Mélanie Robillard (* 1982), kanadisch-deutsche Curlerin
- Melanie Riedl (* 1974), deutsche Skeletonpilotin
- Melanie Schulz (* 1979), deutsche Leichtathletin
- Melanie Seeger (* 1977), deutsche Leichtathletin
- Mélanie Suchet (* 1976), französische Skirennläuferin
- Mélanie Turgeon (* 1976), kanadische Ski-Rennläuferin
- Melanie Weisner (* 1986), US-amerikanische Pokerspielerin
- Melanie Wolgast (* 1981), deutsche Florettfechterin

### Film
- Mélanie Coste (* 1976), französische Pornodarstellerin
- Mélanie Doutey (* 1978), französische Schauspielerin
- Melanie Griffith (* 1957), US-amerikanische Schauspielerin
- Melanie Gutteridge (* 1972), britische Schauspielerin
- Melanie Horeschovsky (1901–1983), österreichische Schauspielerin
- Melanie Iglesias (* 1987), amerikanische Schauspielerin, Model und Sängerin
- Melanie Kogler (* 1985), österreichische Schauspielerin
- Mélanie Laurent (* 1983), französische Filmschauspielerin
- Melanie Lynskey (* 1977), neuseeländische Schauspielerin
- Melanie Marschke (* 1969), deutsche Schauspielerin
- Melanie Marx (* 1975), deutsche Schauspielerin
- Melanie Mayron (* 1952), US-amerikanische Schauspielerin, Regisseurin, Drehbuchautorin und Filmproduzentin
- Melanie Papalia (* 1984), kanadische Schauspielerin
- Melanie Pukaß (* 1966), deutsche Schauspielerin und Synchronsprecherin
- Melanie Rohde (* 1971), deutsche Schauspielerin
- Melanie von Sass (* 1976), deutsche Schauspielerin
- Melanie Schmidli (* 1982), Schweizer Schauspielerin
- Melanie Sigl (* 1974), deutsche Schauspielerin
- Melanie Silver (* 1988), US-amerikanische Schauspielerin
- Melanie Spitta (1946–2005), deutsche Filmemacherin und Bürgerrechtlerin
- Melanie Webelhorst-Zimmermann (1895–1959), Schweizer Schauspielerin und Synchronsprecherin
- Melanie Wichterich (* 1982), deutsche Schauspielerin
- Melanie Winiger (* 1979), Schweizer Schauspielerin und Model

### Politik
- Melanie Huml (geb. Beck; * 1975), deutsche Politikerin
- Melanie Oßwald (* 1976), deutsche Politikerin
- Melanie Stansbury (* 1979), US-amerikanische Politikerin
- Melanie Tatur (* 1944), deutsche Politikwissenschaftlerin

### Sonstige
- Melanie Büttner (* 1972), deutsche Sexualmedizinerin und Podcasterin
- Melanie von Franck (* 1844), Tochter von Gustav von Franck
- Melanie Hinze  (geb. Haggège; * 1970), deutsche Synchronsprecherin
- Melanie Hümmelgen (* 1970), deutsche Internistin und Kardiologin
- Melanie Klasen-Memmer (* 1967), deutsche Physikerin und Zukunftspreisträgerin
- Melanie Klein (1882–1960), österreichisch-britische Psychoanalytikerin
- Melanie Müller (* 1984), deutsche Expertin für Subsahara-Afrika und Rohstoffhandel
- Melanie Müller (geb. Blümer; * 1988), deutsche Reality-TV-Darstellerin und Schlagersängerin
- Melanie von Schlotheim (1803–1876), nichteheliche Tochter von Jérôme Bonaparte, der als Bruder Napoleons König des Königreiches Westphalen war